# Бетансес, Рамон Эметерио
Рамо́н Эмете́рио Бетансе́с-и-Алака́н (исп. Ramón Emeterio Betances y Alacán; 8 апреля 1827, Кабо-Рохо, Пуэрто-Рико — 16 сентября 1898, Нёйи-сюр-Сен, Франция) — пуэрто-риканский врач, политик, борец за независимость Пуэрто-Рико. Являлся одним из главных организаторов революции Грито де Ларес.

## Биография
Был сыном богатого купца и плантатора. Его мать Мария дель Кармен Алакан де Монтальво (María del Carmen Alacán de Montalvo) умерла, когда он был ещё ребёнком, и вскоре после её кончины отец отправил Рамона обучаться во Францию, где тот в 1846 году получил степень бакалавра искусств, а затем изучал медицину в Париже и в 1853 году получил в Сорбонне степень доктора медицины со специализацией на хирургии. По возвращении в Пуэрто-Рико Бетансес на собственные средства открыл больницу в Манагуэсе; получил известность своей активной работой по помощи больным во время крупной эпидемии холеры на Пуэрто-Рико в 1856 году, а также крупными пожертвованиями в пользу бедняков.
Был последовательным сторонником отмены рабства, основал тайное общество, выкупавшее из рабства детей после крещения. За свою деятельность был в итоге изгнан из Пуэрто-Рико испанскими колониальными властями и отправился сначала в Доминиканскую Республику, затем в Нью-Йорк, где вместе с Сегундо Руисом Белвисом основал Революционный комитет Пуэрто-Рико. Затем Бетансес и Белвис возвратились в Доминикану, где начали подготовку вооружённой интервенции на Пуэрто-Рико с целью свержения испанской власти и создание тайных ячеек своих сторонников на самом Пуэрто-Рико; эти действия в итоге привели к завершившейся поражением восставших революции Грито де Ларес. После этих событий Бетансес уехал в Париж, где продолжал выступать за независимость Пуэрто-Рико, будучи награждён за свои статьи орденом Почётного легиона. Скончался во Франции; в 1920 году его останки были перезахоронены в Сан-Хуане.